# Lowlands 2000
Lowlands 2000 (voluit: A Campingflight to Lowlands Paradise) werd van 25 tot 27 augustus 2000 gehouden in Biddinghuizen. Het was de 8e editie van het Lowlandsfestival. Met 57.000 verkochte kaarten werd het bezoekersrecord van 55.000 (Lowlands 1999) verbroken.

## Artiesten (selectie)
| - An Pierlé - Arling & Cameron - Aphex Twin - At The Drive-in - Bauer - Bettie Serveert - Blink-182 - Boss Hog - Brassy - Buscemi - Calexico - Clinic - Coldplay - Cristian Vogel - Cypress Hill - Das Pop - De La Soul - Dead Man Ray - Deftones - Feeder - Geschmacksverstärker - Grandaddy | - Green Hornet - Green Lizard - Guano Apes - Heather Nova - HIM - Josh Wink - Keith Caputo - Kelis - Kosheen - Krezip - K's Choice - Laidback Luke - L-Dopa - Limp Bizkit - Marcello - Mind Menders - Motorpsycho - Muse - Nerf Herder - Orishas - Osdorp Posse | - Perkin - Queen Adreena - Racoon - Red Snapper - Roni Size (Reprazent) - Saint Etienne - Sigur Ros - Super Collider - The Bootleg Beatles - The Gathering - The Proov - Therapy? - Titan - Toploader - Travoltas - Underworld - Venus Hill - Vive La Fête - Ween - Yonderboi - Zea - Zion Train - Zuco 103 |

1967 · 1968 · 1993 · 1994 · 1995 · 1996 · 1997 · 1998 · 1999 · 2000 · 2001 · 2002 · 2003 · 2004 · 2005 · 2006 · 2007 · 2008 · 2009 · 2010 · 2011 · 2012 · 2013 · 2014 · 2015 · 2016 · 2017 · 2018 · 2019 · 2020 · 2021 · 2022 · 2023 · 2024